# Lampedusa (Film)
Lampedusa (Originaltitel: Respiro) ist ein italienischer Film, der 2002 unter der Regie von Emanuele Crialese gedreht wurde. Er spielt auf der südlich von Sizilien gelegenen Insel Lampedusa und basiert auf einer Legende, die man sich auf der Insel erzählt.

## Handlung
Der Film spielt gegen Ende des 20. Jahrhunderts. Die Hauptperson Grazia lebt zusammen mit ihrem Mann, dem Fischer Pietro, und ihren drei Kindern auf Lampedusa. Dem ersten Anschein nach ist es eine Familie wie viele andere in der kleinen Dorfgemeinschaft. Doch Grazia leidet an einer manisch-depressiven Erkrankung (bipolare Störung). Sie pendelt zwischen Lebensfreude und Ausgelassenheit einerseits und Traurigkeit oder Wutausbrüchen andrerseits. Sie badet nackt im Meer, steht bei den Männern auf der Straße und verhält sich oft nicht so, wie es den Frauen hier geziemt.
Die Dorfgemeinschaft hält sie schlichtweg für verrückt. Pietro und die Kinder lieben sie und haben gelernt, mit Grazias Launen umzugehen. Erst als sie immer unberechenbarer wird und die Dorfbewohner ihn unter Druck setzen, beschließt Pietro, sie für einige Wochen nach Mailand in ein Sanatorium zu schicken. Um dem zu entgehen, flieht Grazia an die unbewohnte Steilküste der Insel. Unterstützt wird sie von ihrem Sohn Pasquale. Er zeigt ihr eine Grotte als Unterschlupf, versorgt sie mit Nahrung und verrät niemandem etwas davon.
Zusammen mit den Fischern macht sich Pietro in den folgenden Tagen auf die Suche nach seiner Frau, und als an einem abgelegenen Strand ihr Kleid entdeckt wird, gehen alle mit Bestürzung davon aus, Grazia in den Selbstmord getrieben zu haben. Pietro trauert, Pasquale schweigt, um seine Mutter zu schützen, und nur langsam nimmt die Familie wieder am Inselleben teil. Anlässlich des jährlichen Bartholomäus-Festes versammeln sich die Dorfbewohner am Strand und entzünden mehrere große Feuer. Plötzlich geht Pietro ins Wasser, im Meer schwimmt Grazia. Die Bewohner gehen von einem Wunder aus und in einer surrealistischen Szene schwimmen sie um Grazia herum, um sie wieder in die Gemeinschaft aufzunehmen.

## Dreharbeiten
Crialese drehte seinen Film im Stil des italienischen Neorealismus. Bis auf Valeria Golino und Vincenzo Amato waren ausschließlich Laiendarsteller aus Lampedusa beteiligt.

## Kritiken
„Tatsächlich erzählt der italienische Regisseur Emanuele Crialese eben nicht nur die ungewöhnliche Geschichte einer ungewöhnlichen Frau. Vielmehr gelingt es ihm, ein malerisches Porträt eines Landstrichs und seiner Menschen zu zeichnen.“

„Einfühlsame Charakterstudie einer Frau jenseits der Normen und gesellschaftlichen Reaktionen auf ihr Verhalten, wobei soziale und sexuelle Probleme nur angedeutet werden, da sich der Film vor allem auf atmosphärisch schöne Bilder beschränkt.“

## Auszeichnungen
Der Film wurde mit neun Filmpreisen ausgezeichnet, u. a. zweimal bei den Internationalen Filmfestspielen von Cannes 2002 und einmal bei der Verleihung des David di Donatello 2003.